# بخش ایسوودون
بخش ایسوودون (به فرانسوی: Arrondissement d'Issoudun) یک بخش در فرانسه است که در اندر واقع شده‌است.